# Пеканов Олександр Михайлович
Олександр Михайлович Пеканов (нар. 21 квітня 1979) — український стронгмен, Заслужений майстер спорту України, 3-разовий Чемпіон світу в команді (2003, 2004, 2007).

## Біографія
Закінчив школу № 6 у 1996 році у місті Чернігові, того ж року вступив до Чернігівського державного інституту економіки та управління. Через 5 років, у 2001 закінчив інститут. Після навчання в інституті пішов до лав української армії, у залізничні війська, в 2002 демобілізовано. Після армії працював на митниці України, з 2002 до 2004 року. До стронґмену займався пауерліфтингом, виконав норматив майстра спорту ще у 1998.

## Досягнення
- Бронзовий призер командного Чемпіонату світу 2008
- 3-разовий Чемпіон світу в команді (2003, 2004, 2007)
- Заслужений майстер спорту України
- Світовий рекорд з підйому аполлон-акселя
- Участь в Арнольд Класік